# Landschaftsschutzgebiet Ortsnahe Freiflächen nördlich von Hachen
Das Landschaftsschutzgebiet Ortsnahe Freiflächen nördlich von Hachen mit 11,4 ha Flächengröße liegt im Stadtgebiet von Sundern im Hochsauerlandkreis. Es wurde 1993 mit dem Landschaftsplan Sundern durch den Kreistag des Hochsauerlandkreises erstmals als Landschaftsschutzgebiet (LSG) vom Typ B, Ortsrandlagen, Landschaftscharakter, ausgewiesen. Bei der Neuaufstellung des Landschaftsplanes Sundern wurde es erneut als Landschaftsschutzgebiet ausgewiesen.

## Beschreibung
Das LSG liegt nördlich von Hachen am Siedlungsrand. Es gehört zum Naturpark Sauerland-Rothaargebirge und umfasst Grünland.

## Schutzzweck
Die Ausweisung erfolgte u. a. zur Sicherung der Vielfalt und Eigenart der Landschaft im Nahbereich der Ortslage sowie in alten landwirtschaftlichen Vorranggebieten insbesondere durch deren Offenhaltung; Erhaltung der Leistungsfähigkeit des Naturhaushalts hinsichtlich seines Artenspektrums und der Nutzungsfähigkeit der Naturgüter.

## Rechtliche Vorschriften
Wie in den anderen Landschaftsschutzgebieten vom Typ B im Stadtgebiet besteht im LSG ein Verbot, Bauwerke zu errichten. Vom Verbot ausgenommen sind Bauvorhaben für Gartenbaubetriebe, Land- und Forstwirtschaft. Die Untere Naturschutzbehörde kann Ausnahme-Genehmigungen für Bauten aller Art erteilen. Wie in den anderen Landschaftsschutzgebieten vom Typ B in Sundern besteht im LSG ein Verbot der Erstaufforstung und Weihnachtsbaum-, Schmuckreisig- und Baumschul-Kulturen anzulegen.